# Friedhelm Mönter

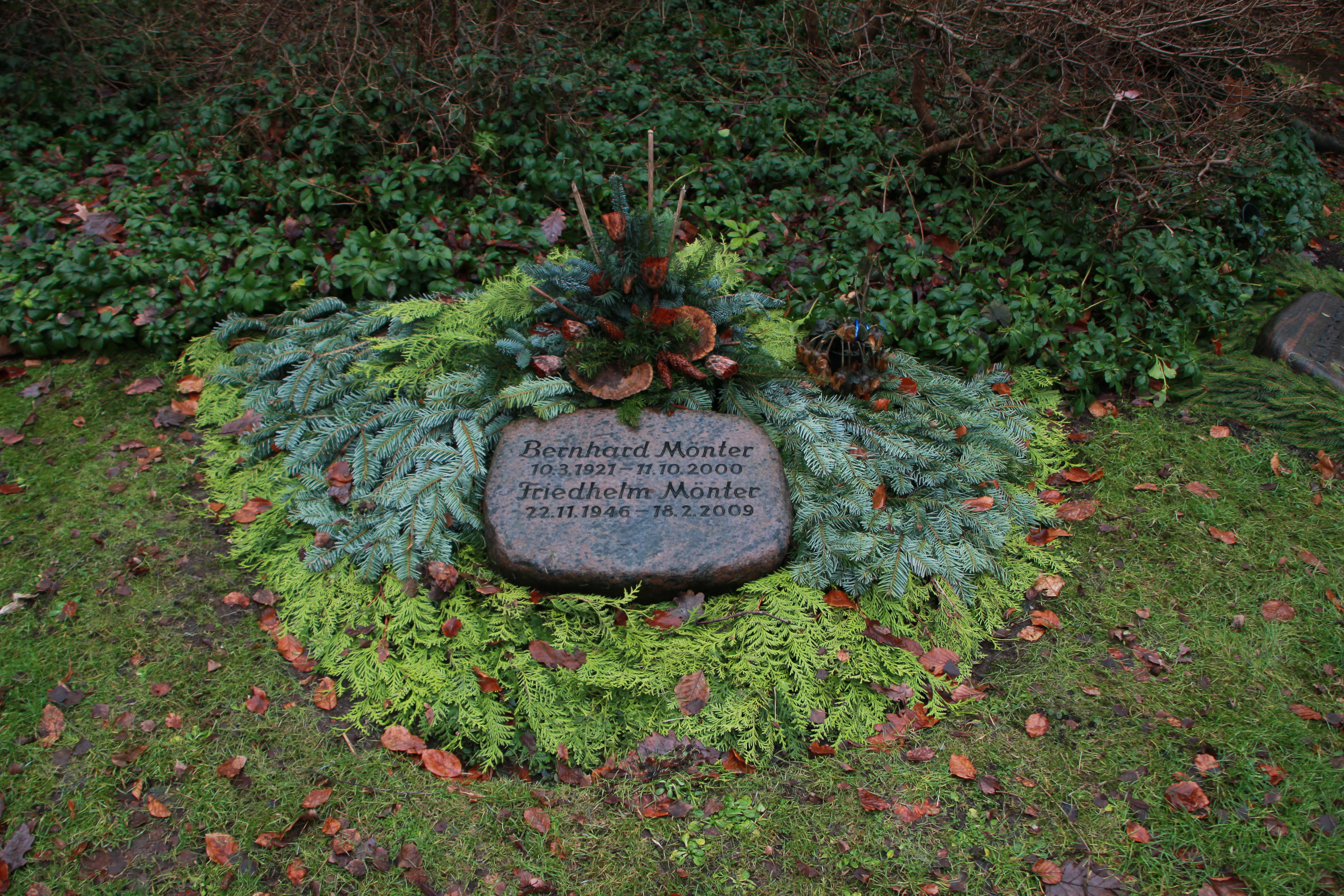
Grab von Friedhelm Mönter auf dem Ohlsdorfer Friedhof

Friedhelm Mönter (* 22. November 1946 in Duisburg; † 18. Februar 2009 in Hamburg) war ein deutscher Journalist.

## Leben

### Ausbildung und Beruf
Nach der Volksschule machte Mönter eine kaufmännische Lehre im Einzelhandel. Um dem Wehrdienst zu entgehen, begann er anschließend eine Ausbildung zum Krankenpfleger, die er mit dem Staatsexamen der Großen Krankenpflege am Universitätsklinikum Düsseldorf abschloss. 1971 zog Mönter der Liebe wegen nach Hamburg, arbeitete zunächst in der Schallplattenbranche. In den Jahren 1976 und 1977 besuchte er die Berufsaufbauschule und die Fachoberschule für Sozialpädagogik Wallstraße. Er machte hier auf dem Zweiten Bildungsweg zuerst die Mittlere Reife und dann die Fachhochschulreife. Anschließend studierte er an der Hochschule für Wirtschaft und Politik (HWP), Hamburg und der Fachhochschule für Bibliothekswesen. Während seines Studiums schrieb Mönter für Studentenzeitungen, für linke Zeitungsprojekte (Deutsche Volkszeitung, die Neue), Szene Hamburg und die Hamburger Morgenpost als Theaterkritiker und Kulturreporter.
Zum Rundfunk kam Mönter im September 1980. Mit Gründung des öffentlich-rechtlichen Lokalradiosenders NDR 90,3 im Januar 1981 (damals NDR Hamburg-Welle) wurde Mönter als Theaterkritiker und Kulturreporter Mitglied der Kulturredaktion. Bis 2009 moderiert er auch die Sendungen Abendjournal, Radiobasar, Das Schönste aus Operette, Musical und Film sowie den NDR 90,3 Kulturtreff. In den mehr als 25 Jahren seines Schaffens ist er zur prägenden Stimme von NDR 90,3 geworden. Bekannt wurde er vor allen Dingen durch seine Radiotalk-Sendungen u. a. mit Yehudi Menuhin, Marianne Hoppe, Maria Wimmer, Ida Ehre, Friedrich Schütter, Bernhard Minetti, Jürgen Flimm, Brigitte Mira, Evelyn Künneke, Helen Vita, Corny Littmann, Friedrich Schirmer, Simone Young, John Neumeier, Gwyneth Jones, Jessye Norman und Grace Bumbry. Seit Mai 1986 moderierte und gestaltete er regelmäßig die Sendung Sonntakte auf NDR 90,3, in der er weit über vierhundert Mal die Hamburger Theater-, Musical- und Operettenszene präsentierte. Dazu zählten unter anderem Galas zum 80. und 85. Geburtstag von Heidi Kabel, zum 80. Geburtstag von Will Quadflieg und Ilse Werner, die auch vom NDR Fernsehen übertragen wurden. Insgesamt moderierte Mönter über 3000 Sendungen auf NDR 90,3. Weiterhin war er regelmäßig auf Veranstaltungen und Galas als Moderator und Programmgestalter tätig.
Anfang der 1990er-Jahre wurde Mönter einem breiten Fernsehpublikum als „Herr Friedhelm“ im Separee der Schmidt-Mitternachtshow bekannt. Hier interviewte er prominente Zeitgenossen wie Harald Juhnke, Ulrich Wildgruber, Volker Lechtenbrink, Heidi Kabel und Witta Pohl. Seine Bewerbung um die Intendanz der Hamburger Mundartbühne Ohnsorg-Theater war 1995 nicht erfolgreich. 1999 sang er mit zahlreichen anderen Hamburger Prominenten, u. a. Heidi Kabel, Udo Lindenberg, Inga Rumpf, Rolf Zuckowski, Jan Fedder und Carlo von Tiedemann als einer der Hamburg Allstars die inoffizielle Hymne der Stadt Hamburg Die Stadt mit der Nase im Wind von Edith Jeske und Martin Lingnau ein.

### Privatleben, Religion, Ehrenämter
Mönter lebte seit 2004 mit seinem Lebensgefährten Frank, einem Gärtner, und der Hündin Pina auf der Uhlenhorst in Hamburg.
Schwul und katholisch zu sein hatte er nie als Konflikt empfunden, jedoch wuchs mit wachsendem politischen Bewusstsein das Unbehagen an den Positionen der römisch-katholischen Kirche. Er fühlte sich in dieser Gemeinschaft nicht gewollt und trat aus. Beruflich arbeitete er jedoch immer wieder an kirchlichen Themen. Der damalige AIDS-Pastor Rainer Jarchow ermunterte ihn wieder in die Kirche einzutreten und so wurde Mönter evangelisch.
Mönter war Ehrenmitglied der Hamburger Alsterspatzen und wurde 2002 vom Zentralausschuss Hamburgischer Bürgervereine mit dem Silbernen Portugaleser für seine medialen Verdienste für die Kultur in der Stadt Hamburg ausgezeichnet.
Mönter starb am 18. Februar 2009 an den Folgen einer schweren Krankheit in einer Hamburger Klinik. Sein Grab befindet sich auf dem Friedhof Ohlsdorf in Hamburg.